# Hellesdon
Hellesdon est une paroisse civile et un village en banlieue de Norwich dans le Norfolk, en Angleterre.